# Lutz Mack
Lutz Mack (Delitzsch, Alemania, 9 de octubre de 1952) es un gimnasta artístico alemán, que compitió representado a Alemania del Este, llegando a ser subcampeón olímpico en 1980 en el concurso por equipos.

## 1974
En el Mundial de Varna 1974 gana el bronce en el concurso por equipos, tras Japón y la Unión Soviética, siendo sus compañeros: Wolfgang Thüne, Bernd Jäger, Wolfgang Klotz, Rainer Hanschke y Olaf Grosse.

## 1976
En los JJ. OO. de Montreal gana la medalla de bronce en el concurso por equipos —tras Japón (oro) y la Unión Soviética—; sus compañeros de equipo eran: Rainer Hanschke, Bernd Jager, Wolfgang Klotz, Roland Brückner, y Michael Nikolay.

## 1978
En el Mundial de Estrasburgo 1978, de nuevo consigue el bronce en el concurso de equipo, y de nuevo tras Japón y la Unión Soviética.

## 1980
En los JJ. OO. de Moscú gana la medalla de plata el concurso por equipos —por detrás de la Unión Soviética y delante de Hungría (bronce); sus compañeros de equipo eran: Ralf-Peter Hemmann, Lutz Hoffmann, Roland Brückner, Michael Nikolay y Andreas Bronst—.